# Lac Kandawgyi
Le lac Kandawgyi (birman : ကန်တော်ကြီး ; kàndɔ̀dʑí ; lit. Grand lac royal, jadis Royal Lake) est un des deux grands lacs de Rangoon, ancienne capitale de la Birmanie. Il est situé en centre-ville, un peu à l'est de la pagode Shwedagon. C'est un lac artificiel alimenté depuis le lac Inya par des conduites souterraines. Comme celui-ci, il a été créé à l'époque de l'administration britannique pour alimenter la ville en eau,. Il fait environ 8 km de tour et a une profondeur de 50 cm à 1,15 m.
D'une superficie de 60,7 hectares, il est entouré par le parc Kandawgyi de 44,5 hectares. Au sud-ouest se trouve le parc zoologique de Rangoon (28 hectares), qui comporte un zoo, un aquarium et un parc d'attractions. Les ambassades d'Allemagne et du Japon se trouvent au nord-ouest.

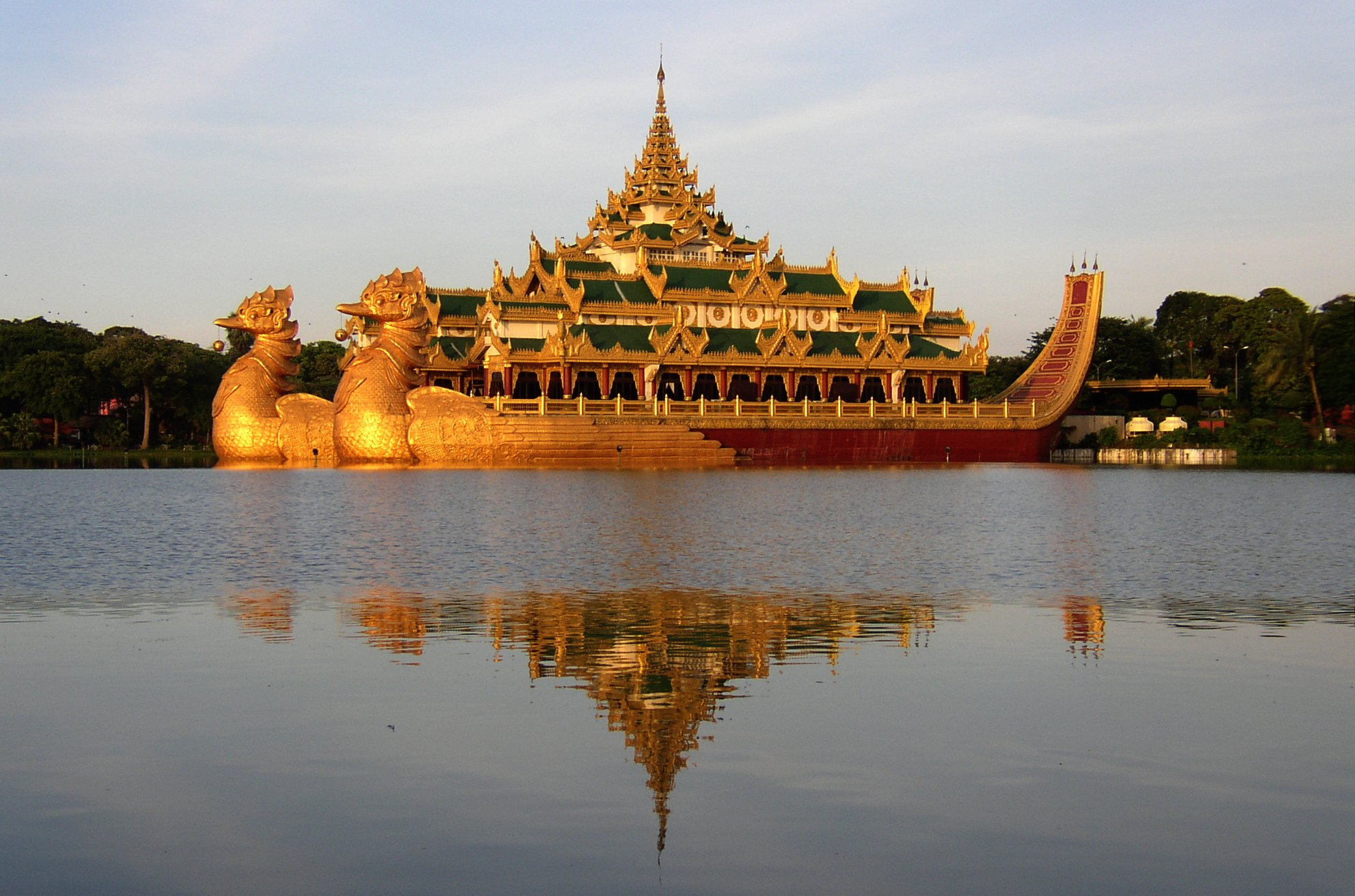
Le Karaweik est la structure la plus célèbre du lac.

Le lac est bordé au nord et à l'est par Natmauk Street, par Bahan Street à l'ouest et par Kanyeiktha Street au sud. Près de la rive orientale se trouve le Karaweik, une double réplique en béton d'une barge royale. Construite entre 1972 et 1974 par l'architecte U Ngwe Hlaing, cette structure de 20 000 tonnes est conçue pour durer 5 siècles. Elle abrite aujourd'hui un restaurant.
L'après-midi du 16 avril 2010, trois bombes ont explosé dans un parc près du lac au cours des célébrations du nouvel an birman (Thingyan), faisant 24 morts et 60 blessés.